# Adiaforyci
Adiaforyci – umiarkowani luteranie, zwolennicy Filipa Melanchtona. Uważali, że luteranizm, jako prawdziwa wiara, może dążyć do kompromisu z jej wrogami, ale tylko wtedy, gdy kwestie sporne dotyczą spraw prostych i błahych niemających związku z doktryną. Konkretnie chodziło im o sprawę obrazów i rytów.